# 1997 WZ29
1997 WZ29 är en asteroid i huvudbältet som upptäcktes den 24 november 1997 av de båda japanska astronomerna Seiji Ueda och Hiroshi Kaneda i Kushiro.
Asteroiden har en diameter på ungefär 8 kilometer.